# Klorokin
Klorokin är en quininanalog som används vid behandling och prevention av malaria i områden där parasitens känslighet för klorokin är känd. Den verkar mot den asexuella formen av malaria i de röda blodkropparna. Klorokin är en del av läkemedelsgruppen 4-aminokinoliner. Vissa typer av malaria, resistenta stammar och komplicerade fall behöver vanligen behandling med ett annat malarialäkemedel eller kombinationsbehandling. Det används även ibland mot amöbainfektioner utanför mag- och tarmkanalen, reumatoid artrit, and systemisk lupus erythematosus (SLE). Det prövas även experimentellt som behandling mot covid-19.
Vanliga biverkningar inkluderar muskelproblem, nedsatt aptit, diarré och hudutslag. Allvarliga biverkningar inkluderar synproblem, muskelskada, kramper och låga nivåer av blodkroppar. Det verkar vara säkert att använda under graviditeten.
Klorokin upptäcktes 1934 av Hans Andersag. Det finns med på Världshälsoorganisationens lista över essentiella läkemedel, som innehåller de läkemedel som anses vara de mest effektiva och säkra för att möta grundläggande behov i ett hälso- och sjukvårdssystem och finns tillgängligt som generiskt läkemedel.

## Hydroxiklorokin

Strukturformel för hydroxiklorokin

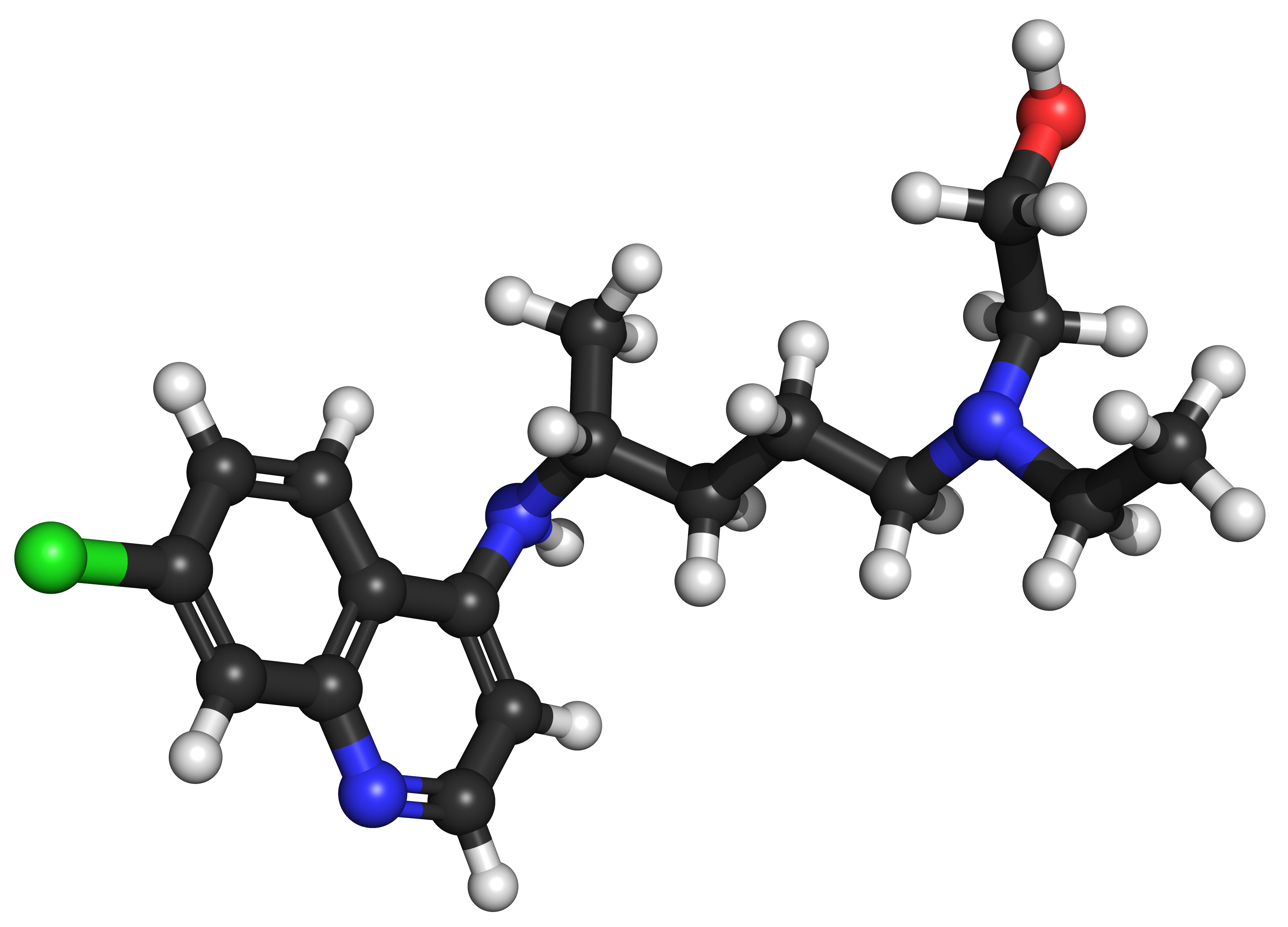
Molekylmodell för hydroxiklorokin

Hydroxiklorokin är ett närbesläktat läkemedel till klorokin som också används mot malaria, reumatoid artrit och SLE. Hydroxiklorokin säljs under namnen Plaquenil, Axemal, Dolquine och Quensyl.
Det används precis som klorokin experimentellt för att behandla sjukdomstillståndet covid-19. En del forskare och universitet var i mars 2020 försiktigt positiva till att använda hydroxiklorokin som medicin mot covid-19. Men samtidigt manades till försiktighet i väntan på ordentliga forskarresultat.
Den franske mikrobiologen Didier Raoult förespråkade i mars 2020 behandling mot Covid-19 med hydroklorokin kombinerat med antibiotika, vilket varit kontroversiellt inom fackkretsar, eftersom det saknats vetenskapligt tillräckligt belagda studier som stöder hans påstående om positiva resultat. Hans uppfattning i frågan fick i mars 2020 stor spridning i USA efter det att den amerikanske presidenten Donald Trump uttalat sitt uttryckliga stöd för en sådan behandling, utan att i sin tur haft stöd av USA:s federala smittskyddsmyndighet för detta.